# Yumiri Hanamori
Yumiri Hanamori (花守 ゆみり Hanamori Yumiri?, Prefectura de Kanagawa, Japón, 29 de septiembre de 1997)  es una actriz de voz japonesa. Ella está afiliada a la agencia de talentos m&i. Hanamori usó el alias Rimiyu en su debut, "The Second Audition". 

## Carrera
Cuando Hanamori estaba en el segundo año de la escuela secundaria, su amiga la alentó a probar la voz en off como una elección de carrera, despertando el interés de Hanamori en los actores de voz. 
En 2015, Hanamori fue la 62.ª personalidad de Radio Flush.
En 2016, Hanamori debutó en el cine de anime en Garakowa: Restore the World, donde interpretó a Remo, la protagonista femenina. El 22 de octubre de 2015, Hanamori caminó por la alfombra roja con el productor Masashi Ishihama y Ryoichi Ishihara como parte de la voz de Garakowa en el Festival Internacional de Cine de Tokio.
Hanamori estaba afiliada a Pony Canyon Artists / Swallow. En 2017, Hanamori cambió su afiliación a m&i.

## Filmografía

### TV anime
- Aiura (2013), Sōta Amaya
- Daiya no Ace (2013–2015), Sachiko Umemoto
- Sakura Trick (2014), Ai Kawatō
- Yūki Yūna wa Yūsha de Aru (2014), estudiante femenina - ep. 3
- The Rolling Girls (2015), Chiaya Misono[7]
- Daiya no Ace: Second Season (2015–2016), Sachiko Umemoto
- Etotama (2015), Uritan[8]
- Lance N' Masques (2015), Sae Igarashi[9][10]
- YuruYuri (2015), Estudiante Femenina - ep. 10–11
- Anne Happy (2016), Anne Hanakoizumi/Hanako[11]
- Rilu Rilu Fairilu (2016–2017), Labio
- Mahō Shōjo Ikusei Keikaku (2016), Nemurin - ep. 1–[12]
- Shakunetsu no Takkyū Musume (2016), Koyori Tsumujikaze[13]
- Zero kara Hajimeru Mahō no Sho (2017), Zero[14]
- The Idolmaster Cinderella Girls Theater (2017), Shin Sato
- Two Car (2017), Kurosu Itō[15]
- Yūki Yūna wa Yūsha de aru (2017), Gin Minowa
- Yuru Camp△ (2018), Nadeshiko Kagamihara[16]
- Overlord II (2018), Evileye[17]
- Caligula (2018), Shounen Doll
- Seven Senses lf the Re'Union (2018), Nozomi Kusaka[18]
- Happy Sugar Life (2018), Asahi Kōbe[19]
- Overlord III (2018), Evileye[17]
- Tensei Shitara Slime Datta Ken (2018), Shizu[20]
- Radiant (2018-2019), Seth[21]
- Merc Storia: The Apathetic Boy and the Girl in a Bottle (2018), Toto[22]
- Egao no Daika (2019), Yūki Soleil[23]
- Pastel Memories (2019), Nao Mejiro[24]
- Kaguya-sama wa Kokurasetai: Tensai-tachi no Ren'ai Zunōsen (2019), Ai Hayasaka[25]
- Bakumatsu Crisis (2019), Mori Ranmaru
- Hachigatsu no Cinderella Nine (2019), Akane Ukita[26]
- Re: Stage! Dream Days♪ (2019), Haruka Itsumura
- Arifureta Shokugyō de Sekai Saikyō (2019), Shizuku Yaegashi[27]
- Kochoki: Wakaki Nobunaga (2019), Kichō
- Runway de Waratte (2020), Chiyuki Fujito
- Urasekai Picnic (2021), Sorawo Kamikoshi
- Kageki Shoujo!! (2021), Ai Narata
- Blue Period (2021), Ryuuji Ayukawa
- Tokyo 24-ku (2022), Kana Shishido
- Date A Live IV (2022), Nibelcol
- Yofukashi no Uta (2022), Akira Asai
- Boruto: Naruto Next Generations (2023), Daemon
- Jigokuraku (2023), Yamada Asaemon Sagiri
- Helck (2023), Sharuami

### Películas
- Garakowa: Restore the World (2016), Remo[28]
- Yuki Yuna is a Hero: Washio Sumi Chapter (2017), Gin Minowa

### Videojuegos
- Umineko no Naku Koro ni Tsubasa,  Chiester 45
- Crusader Quest (2015), Popo
- Maple Story Black Heaven (2015), Dolphy
- Rebellion Blade (2015), Amu
- Yūki Yūna wa Yūsha de Aru: Jukai no Kioku (2015), Gin Minowa[29]
- The Caligula Effect (2016), Shonen-Doll
- The Idolmaster Cinderella Girls (2016), Shin Sato
- Alternative Girls (2017), Hina Momoi
- Blue Reflection (2017), Ako Ichinose[30]
- Azur Lane (2018), HMS Matchless
- Fire Emblem: Three Houses (2019), Mercedes
- Gunvolt Chronicles: Luminous Avenger iX (2019), Kohaku
- Arknights (2019), Ifrit
- Fate/Grand Order (2020), Nemo
- Grandchase (2021), Lapis
- Genshin Impact (2021), Yanfei
- Lord of Heroes (2021), Schneider
- Blue Archive (2021), Hoshino Takanashi
- Path To Nowhere (2022), Hecate
- Honkai Impact 3rd (2024),  "Lantern" (Tsavorae)

### Radio
- Etotama Radio: Soruraru Kurenya (2014-2016)
- Radio Dot I Hanamori Yumiri no Ironna Yumiri wo Mite Yumiri (* ´▽｀*) (2015)
- Yumiri to Aina no Mogumogu Communications (2016-ongoing)
- Anne Happy Shiawase Radio (2016)
- Shūkan Chotto Kowai Hanashi (2016)
- Mahōsōjo Ikusei Keikaku SIDE D (2016-2017)
- Zero no Sho Radio Zeroraji! (2017-ongoing)

### Animación
- The Loud House Lily Loud (2016-ongoing)